# Modron
Modron ("mare") és una figura de la mitologia gal·lesa coneguda com la mare de l'heroi Mabon ap Modron ("Mabon de Modron"). Ambdós personatges mitològics poden haver derivat de figures divinals més primerenques. En el cas de Modron, de la deessa gal·la Matrona o Dea Matrona. O pot haver estat també un prototipus pel popular personatge anomenat Morgana, la fada de la llegenda artúrica.

## Origen
Modron recull en gran part característiques pròpies d'una deessa mare de la tradició gal·la i probablement deriva o relaciona amb la deessa celta <i>Matrona</i>, coneguda pel fet que fou venerada a lesGàl·lies. De manera similar, el fill de Modron, Mabon ("joventut"), sembla derivar del déu de joventut gal Maponos. Ambdues divinitats, Matrona i Maponos, foren venerades a l'àrea al voltant del Mur d'Adrià i això podria explicar la importància de Modron i Mabon a la literatura relacionada amb el mite en llengua britònica conegut com Hen Ogledd (La gallina Ogledd) de Gran Bretanya.
Alguns elements del mite de Modron – concretament els que fan referència al robatori de Mabon durant la nit mentre era un nadó – suggereixen una connexió amb la deessa Rhiannon de la primera branca del Mabinogi, el fill de la qual, Pryderi, fou també robat de manera similar. El mitòleg William John Gruffydd ha suggerit que les deesses Modron i Rhiannon tindrien el mateix origen.
L'erudit John T. Koch, per la seva banda, suggereix que Saint Madrun, una filla de Vortimer, també pot relacionar amb les deesses, basant-se en la semblança dels noms i en alguns elements de les seves històries. Altres estudiosos, en canvi, troben els noms Modron i Madrun etimològicament distints. Així, consideren que Madrun prové del nom en llatí vulgar Matrōna o també del nom matrōna (marona, matrona), del llatí clàssic mātrōna, mentre que Modron seria un nom divinitat provinent del gal·lo-britònic Mātronā (Deessa mare)".

## Ressenyes
La primera referència al nom Modron la trobem al poema Pa Gur yv y Porthaur, al qual "Mabon am Mydron", un "criat d'Uterpendragó", és citat com un dels guerrers del rei Artús. Un "Mabon am Melld" o "Mabon fab Mellt" (Mabon, fill del llamp) també apareix al Pa Gur i en altres llocs; aquest podria ser un altre personatge, però és també possible que "Mellt" fos el pare de Mabon, potser relacionat a "Meldos", un epítet del déu del llamp (Loucetios o Luceti).
La referència més substancial a en la literatura gal·lesa la trobem al conte en prosa titulat Culhwch i Olwen. El text explica que Mabon va ser robat de la protecció de la seva mare per forces desconegudes quan només tenia tres dies i que ningú l'havia tornat a veure de llavors ençà. De fet, el rescat de Mabon del seu misteriós segrestador és un dels diversos reptes als quals fa front el rei Artús i els seus homes a la llegenda, i aquesta aventura comprèn una porció significativa del text complert. Els homes d'Artús acabaran localitzant Mabon amb l'assistència d'una sèrie de savis i antics animals i l'alliberaran després d'una batalla. A partir d'aquí, Mabon s'uneix a Artús i assisteix a la caça del gran porc senglar anomenat Twrch Trwyth.
Les tríades gal·leses anomenen al seu pare Afallach, una figura connectada amb la mítica illa d'Avalon. A la tríada 70, Modron és la mare dels bessons Owain i Morfudd, fills del rei Urien de Rheged. La tríada sembla relacionar amb una història de MS Peniarth 147 que descriu el naixement d'Owain i Morfudd d'una desconeguda dona d'un altre món. Els fets són els següents: Urien investiga un misteriós gual de riu a Denbighshire on els gossos hi van sempre a bordar. Allí troba una rentadora. Ella li revela que ha estat condemnada a rentar al gual i que no quedarà alliberada fins a concebre un fill per a "un Cristià". Urien s'hi aparella i acorden que retornarà al cap de l'any per rebre el nen. Un any després, Urien troba els bessons Owain i Morfudd, els seus fills.
Modron també connecta amb Euron, del poema Cad Goddeu (La Batalla dels Arbres), on s'associa amb personatges coneguts de la tercera branca del Mabinogi.
Euron podria ser una corrupció de Gwron. John T. Koch suggereix que el nom podria derivar d'una forma més antiga com ara * Uironos, que significaria "home diví, marit, heroi", implicant que ell és el marit de Modron. A més, el nom de Modron (connectat a Mabon) també apareix a l'Englynion y Beddau (Estrofes de les Tombes).